# Dipodium stenocheilum
Dipodium stenocheilum là một loài thực vật có hoa trong họ Lan. Loài này được O.Schwarz mô tả khoa học đầu tiên năm 1927.